# Federico Cattani Amadori
Federico Cattani Amadori (Marradi, 17 aprile 1856 – Roma, 11 aprile 1943) è stato un cardinale italiano.

## Biografia
Nacque a Marradi il 17 aprile 1856. Laureato in diritto canonico e civile, in filosofia e in teologia, fu uditore della Sacra Rota.
Nel 1924 fu nominato segretario del Supremo tribunale della Segnatura apostolica
Nel concistoro del 16 dicembre 1935 Papa Pio XI lo elevò al rango di cardinale.
Morì l'11 aprile 1943 all'età di 86 anni. È sepolto davanti all'altare maggiore della chiesa arcipretale di Marradi.